# Terry Rocavert
Terry Rocavert (Sydney, 21 ottobre 1955) è un ex tennista australiano.

## Carriera
In carriera ha raggiunto una finale nel singolare al Columbus Open nel 1980. Nei tornei del Grande Slam ha ottenuto il suo miglior risultato raggiungendo le semifinali di doppio agli Australian Open nel 1979, in coppia con il connazionale John James.

## Statistiche

### Singolare

#### Finali perse (1)
| Numero | Anno           | Torneo                  | Superficie | Avversario in finale | Punteggio |
| 1.     | 11 agosto 1980 | Columbus Open, Columbus | Cemento    | Robert Lutz          | 4-6, 3-6  |